# Maja Škorić
Maja Škorić (serb. Маја Шкорић; ur. 10 listopada 1989 w Rijece) – serbska koszykarka występująca na pozycji niskiej skrzydłowej, reprezentantka kraju, olimpijka.

## Osiągnięcia
Stan na 11 kwietnia 2024, na podstawie, o ile nie zaznaczono inaczej.

### Drużynowe
- Mistrzyni Grecji (2023)
- Wicemistrzyni:
  - Serbii (2010, 2011)
  - Węgier (2019, 2021)[3]
- Brązowa medalistka mistrzostw Węgier (2017)
- Zdobywczyni Pucharu Serbii (2010)
- Finalistka pucharu:
  - Serbii (2011)[4]
  - Węgier (2017)[5]
- 3. miejsce w:
  - EuroCup (2021)
  - Pucharze Węgier (2021)

### Indywidualne
(* – nagrody przyznane przez portal eurobaskt.com)
- Najlepsza nowo-przybyły zawodniczka ligi serbskiej (2009)*[6]
- Zaliczona do*:
  - I składu:
    - ligi węgierskiej (2015)[7]
    - najlepszych nowo-przybyłych zawodniczek ligi serbskiej (2009)[6]

  - II składu ligi węgierskiej (2013, 2016, 2017)[8][9][5]
  - III składu ligi węgierskiej (2019)[3]
  - składu honorable mention ligi serbskiej (2010)[10]
- Liderka w punktach ligi węgierskiej (2015)[7]

### Reprezentacja
5x5
- Mistrzyni Europy (2021)
- Brązowa medalistka mistrzostw Europy (2019)
- Uczestniczka:
  - igrzysk olimpijskich (2020 – 4. miejsce)[11][12]
  - mistrzostw:
    - świata (2022 – 6. miejsce)
    - Europy (2017 – 11. miejsce, 2019, 2021)

  - kwalifikacji:
    - olimpijskich (2020)
    - do:
      - mistrzostw świata (2022)
      - Eurobasketu (2011, 2013, 2021)

3x3
- Uczestniczka mistrzostw Europy 3x3 (2017 – 8. miejsce)